# HIGH PRESSURE
《HIGH PRESSURE》是T.M.Revolution在1997年7月1日发行的单曲。是自身的第五张单曲。唱片由日本索尼音乐娱乐(Epic Records Japan)代理发行。

## 概要
- 标题曲的曲名直接翻译过来为“高气压”，是一首以“夏日”为主题的歌曲。T.M.Revolution的第一张进入Oricon榜的单曲，累计出售约79万张。
- 因为这首歌曲，T.M.R首次出演朝日电视台的《Music Station》。西川的个人节目《西川贵教All Night Nippon》、本曲的热度以及西川的知名度也因此随之上升。
- PV采用大规模的野外拍摄。镜头里不仅出现了西川和设置的舞台，连相机起重机和工作人员等所谓的幕后也包括了进去。曲子的爽快感和开放感以及PV里广阔的视野使这种拍摄方式在以后的以夏日为主题的单曲的PV中延续。《HOT LIMIT》、《HEAT CAPACITY》的PV拍摄就采用了这种方式。
- 因为这个PV，T.M.R的形象给世间留下了深刻的印象。
- 西川的朋友小谷欣矢在发行当时听了这首歌曲后大为感动。后来，小谷以“コタニキンヤ”的名义加入了T.M.R所属的“Antinos Records”，以歌手的身份开始进行活动。
- 发行日是星期二，而不是星期三。
- 初发行时是8cm CD的规格。2009年3月25日，该单曲以12cm CD规格再发行，并且以Blu-Spec CD的形式收录在该日发行的《T.M.REVOLUTION SINGLE COLLECTION 96-99 -GENESIS-》BOX中。

## 收录曲目
| CD       | CD                                     | CD       | CD       | CD       | CD    |
| 曲序     | 曲目                                   |          | 作曲     | 編曲     | 时长  |
| -------- | -------------------------------------- | -------- | -------- | -------- | ----- |
| 1.       | HIGH PRESSURE                          | 井上秋緒 | 浅倉大介 | 浅倉大介 | 4:25  |
| 2.       | HIGH PRESSURE(Original Backing Track)  |          |          | 浅倉大介 | 4:25  |
| 3.       | HIGH PRESSURE “夏祭り SUMMER FESTA”MIX | 井上秋緒 | 浅倉大介 | 浅倉大介 | 4:11  |
| 总时长： | 总时长：                               | 总时长： | 总时长： | 总时长： | 13:03 |

## 收录专辑

### 原创专辑
- triple joker（#1 MORE HEAT MIX）

### 精选集
- B★E★S★T（#1）
- UNDER:COVER（#1）
- The Complete Single Collection of T.M.Revolution 1000000000000 -billion-（#1）

### 混音专辑
- DISCORdanza Try My Remix 〜Single Collections（#1 Pic-Nic I-Mix）
- DAynamite Mix Juice1-you know beat?-（#3）

## 乐曲联系
- 广告《乐天・Sweetie 冰激凌》主题歌